# 건당위업
《건당위업》(建党伟业, The Founding Of A Party)은 중국에서 제작된 한싼핑 감독의 2011년 드라마 영화이다. 오우삼 등이 주연으로 출연하였다.

## 출연

### 주연
- 오우삼
- 오언조

### 조연
- 천쿤
- 둥제
- 여량위
- 류예
- 장한위
- 장궈리
- 당국강
- 유덕화
- 자오번산
- 저우쉰
- 판웨밍
- 장첸
- 탕웨이
- 둥쉬안
- 왕쉐빙
- 하평
- 리천
- 협선
- 주걸
- 황헌
- 여소군
- 우쥔메이
- 유운룡
- 장가휘
- 리친
- 담개
- 판웨이
- 왕신군
- 쉬하이차오

## 기타
- 조연출: 루추안
- 조연출: 침동